# Килль
Килль (нем. Kyll) — река в Германии, протекает по земле Северный Рейн-Вестфалия и земле Рейнланд-Пфальц. Длина — 142 км. Площадь водосборного бассейна — 844,6 км². Высота устья 123 м.
Берёт начало на юго-западе земли Северный Рейн-Вестфалия, у границы с Бельгией и течёт на юг. Впадает в Мозель слева, у поселения Эранг.